# St. Marys (Georgia)
St. Marys – miasto w Stanach Zjednoczonych, w stanie Georgia, w hrabstwie Camden.